# Лосин, Вениамин Николаевич
Вениамин Николаевич Лосин (1931—2012) — советский и российский художник-иллюстратор, заслуженный художник РСФСР (1980).

## Биография
Родился 23 апреля 1931 года в Москве.
В 1950 году окончил Московскую среднюю художественную школу, в 1956 — графический факультет Московского государственного художественного института имени В. И. Сурикова (мастерская книги профессора Б. А. Дехтерёва).
С 1952 года Лосин работал в качестве художника-иллюстратора в издательствах «Детская литература», «Малыш», «Советская Россия», «Молодая гвардия».
С 1956 года принимал участие в отечественных и зарубежных выставках. Участвовал в выставках совместно с Е. Мониным, В. Перцовым и В. Чижиковым.
В 1958 году был принят в Союз художников СССР.
В 196? году иллюстрировал, совместно с художником Анатолием Иткиным, главы русской истории Энциклопедии Британника.
С 1950-х годов, в течение более 50 лет, его рисунки почти ежемесячно печатались в журналах «Мурзилка» и «Весёлые картинки»; в 1990-х годах также и во вновь открывшихся «Новая игрушечка» и «ХИП».
С 2005 по 2012 — несколько персональных выставок.
Сотрудничал с книжными издательствами «Прогресс», «Радуга», «Оникс», «Московские учебники», с японскими и корейскими издательствами. С 1974 года японское издательство издаёт букварь для японских школ с его иллюстрациями к сказке «Репка». Детские книги с его рисунками печатались на иностранных языках. Иллюстрации к русской классике, былинам и русским народным сказкам включены в школьную программу России.
У Лосина были разносторонние интересы: литература, история, этимология, лингвистика. В его библиотеке по искусству были книги по народному творчеству, художникам театра, классикам живописи, истории искусства, архитектуре, графике, скульптуре, музеям мира. Он был известен в кругу художников своим чувством юмора и экспромтами, которые друзья за ним записывали, был ярким рассказчиком.
В круг его близких друзей входили видные иллюстраторы (некоторые из них были и живописцами): Виктор Дувидов, Май Митурич, Галина Макавеева, Юрий Копейко, Николай Устинов, Анатолий Иткин, Ирина Большакова, Николай Благоволин, Евгений Монин, Михаил Салтыков, Виктор Чижиков, Владимир Перцов. Он хорошо лично знал писателей Агнию Барто, Виктора Драгунского, Джанни Родари, поэтов Бэллу Ахмадулину, Якова Акима - с ними дружил и работал как художник. 
Умер 26 апреля 2012 года. Похоронен на Ваганьковском кладбище.
Виктор Чижиков:

«Лосин, как истинный художник, стоит обеими ногами на земле … Чудесный художник, прекрасный».

## Награды
- Награждался дипломами разных степеней на книжных конкурсах.

## Труды
В течение многих лет В. Н. Лосин иллюстрировал произведения А. С. Пушкина, М. Ю. Лермонтова, Н. А. Некрасова, Гёте, А. Н. Островского, В. В. Маяковского, В. Ю. Драгунского, Б. В. Заходера и других писателей. Всего художником проиллюстрировано более 180 произведений русской и мировой классической литературы.

## Книги с иллюстрациями В.Н. Лосина
(Список весьма неполный, некоторые книги описаны не по первым изданиям, а по переизданиям.)
- Саконская Н. П. Волчок: Стихи для малышей. — М.: Детгиз, 1955. — 16 с.
- Заходер Б. В. Мартышкино завтра . — Б. м.: Детгиз, 1956. — 16 с.
- Шолом-Алейхем. Истории для детей / Пер. с еврейского. — М.: Детгиз, 1956. — 176 с.
- Гальперштейн Л. Я. По следам «Золотого ключика» / Фото Я. Халипа; рис. В. Лосина. — М.: Госиздат, 1958. — 40 с.
- Баумволь Р. Л. Синяя варежка. — М.: Детгиз, 1959. — Илл. цв.
- Мамин-Сибиряк Д. Н. Сказка про храброго зайца — длинные уши, косые глаза, короткий хвост. — М.: Детский мир, 1959. — 12 с.
- Босев А. Юрдан и диван / Пер. с болг. В. Викторова. — М.: Детский мир, 1960. — (12) с.
- Баруздин С. А. Недоразумение: Юмористические стихи. — М.: Детский мир, 1962. — 16 с.
- Баумволь Р. Л. Синяя варежка . М.: Детгиз, 1963.
- Драгунский В. Ю. Денискины рассказы. — М.: Малыш, 1966. — 278 с.
- Прокофьева С. Л. Зелёная пилюля. — М.: Малыш, 1964.
  - Переизд.: М.: Нигма, 2013. — (Старые друзья).
- Родари Дж. Чем пахнут ремёсла: Стихи / Пер. с итал. С. Я. Маршака. — М.: Малыш, 1966. — (15) с.
- Катаев В. П. Цветик-семицветик. — М.: Детская литература, 1968. — 24 с.
- Коваль Ю. И. Алый. — М.: Детская литература, 1968. — 28 с.
- Коваль Ю. И. Путешествие на границу . — М.: Малыш, 1969. — 28 с.
- Гайдар А. П. Сказка о военной тайне, о Мальчише-Кибальчише и его твёрдом слове. — 5-е изд. — М.: Малыш, 1970. — 24 с.
- Барто А. Л. Есть такие мальчики. Рис. В. Лосина, Е. Монина, В. Перцова. — М.: Советская Россия, 1972. — 16 с.
- Драгунский В. Ю. Красный шарик в синем небе: Рассказы. — М.: Детская литература, 1973. — 32 с.
- Маяковский В. В. Возьмём винтовки новые . — М.: Малыш, 1973. — (16) с.
- Гайдар А. П. Поход. — М.: Малыш, 1976. — 8 с.
- Гуси-лебеди: Русская народная сказка / В обработке А. Н. Толстого; Рис. В. Лосина. — М.: Малыш, 1976. — 16 с.
  - Переизд.: М.: Малыш, 1990; СПб.: Речь, 2017. — Обл. — 7500 экз.
- Курочка Ряба / В обработке А. Н. Толстого. М.: Малыш, 1976.
  - Переизд.: М.: Малыш, 1983; М.: Малыш, 1990. — (4) с.
- Некрасов Н. А. Генерал Топтыгин . — М.: Малыш, 1976. — 20 с.
- Толстой Л. Н. Три медведя. — М.: Малыш, 1976. — 12 с.
  - Переизд.: М.: Малыш, 1981.
- Островский А. Н. Снегурочка / Пересказ И. Токмаковой. — М.: Малыш, 1977.
  - Переизд.: М.: Московские учебники, 2010. — 72 с.
- Хаврошечка. М.: Малыш, 1977.
  - Переизд.: 1983.
- Лиса и журавль: Русская народная сказка. — М.: Малыш, 1978. — (4) с.
- Пушкин А. С. Песнь о вещем Олеге. — М.: Малыш, 1978. — 12 с.
- Репка: Русская народная сказка / В обработке А. Н. Толстого. — М.: Малыш, 1979. — 12 с.
  - Переизд.: СПб.: Речь, 2016. — 16 с.
- Гайдар А. П. Сказка о военной тайне, о Мальчише-Кибальчише и его твёрдом слове. — М.: Детская литература, 1981. — 32 с.
- Коваль Ю. И. Алый. — М.: Детская литература, 1982. — 32 с.
- Могилевская С. А. Сказка о громком барабане. — М.: Малыш, 1983. — 24 с.
- Драгунский В. Ю. Он живой и светится. — М.: Детская литература, 1987. — 24 с.
- Драгунский В. Ю. Избранное. — М.: Детская литература, 1988. — 335 с.

## Семья
- Жена - Лосина Татьяна Борисовна
- Дочь - Лосина Ольга Вениаминовна
- Дочь - Лосина Арина Вениаминовна